# Бонелія
Бонелія (Bonellia) — рід кільчастих червів класу ехіуридей (Echiuridea). Найвідомішим видом є Bonellia viridis, поширена в прибережній зоні Атлантичного океану та Середземного і Баренцового морів. Самки досягають довжини 0,5 м (разом з довгим, роздвоєним на кінці хоботком, яким вони захоплюють їжу); самці 1—2 мм довж., мають спрощену будову тіла і живуть у статевих протоках самки, де запліднюють яйцеклітини. Самців бонелії довго вважали за окремий паразитичний вид.